# Хајланд (Висконсин)
Хајланд (енгл. Highland) град је у америчкој савезној држави Висконсин.

## Демографија
По попису из 2010. године број становника је 842, што је 13 (-1,5%) становника мање него 2000. године.
| Група             | 2000.       | 2010.       |
| Белци             | 852 (99,6%) | 815 (96,8%) |
| Афроамериканци    | 0 (0,0%)    | 3 (0,4%)    |
| Азијати           | 0 (0,0%)    | 1 (0,1%)    |
| Хиспаноамериканци | 3 (0,4%)    | 8 (1,0%)    |
| Укупно            | 855         | 842         |